# Lista de anões da Terra Média
Esta anexo é uma lista dos Anãos do mundo ficcional da Terra Média, criado pelo filólogo e professor britânico J. R. R. Tolkien.

## Balin
Balin foi um dos doze companheiros de Thorin Escudo de Carvalho e de Bilbo Bolseiro na Demanda de Erebor. Ele era filho de Fundin e irmão mais velho de Dwalin. Muitos anos após a destruição de Smaug, Balin liderou uma expedição para recolonizar Khazad-dûm, tendo encontrado e reivindicado o Machado de Durin e o elmo, mas, embora a colônia houvesse começado bem, Balin foi morto passados apenas alguns anos, em 5 de novembro de 2994, no início de um ataque de orcs que a destruiu. 30 anos depois seu túmulo foi descoberto pela Sociedade do Anel.

## Bifur
Bifur era um dos doze companheiros de Thorin II Escudo-de-Carvalho e Bilbo Bolseiro na história contada em O Hobbit. Era primo de Bofur e Bombur, e não era descendente de Durin. Gostava de geleia de framboesa e torta de maçã, usava um capuz amarelo e tocava clarineta. Lutou contra os Trolls antes de ser pego e ajudou na tentativa de resgatar Bilbo. Não se machucou tanto na jornada quanto seus outros companheiros e, junto com Bombur, foi quase morto por Smaug.

## Bofur
Bofur foi um dos doze companheiros de Thorin e Bilbo Bolseiro na Demanda de Erebor. Primo de Bifur e irmão de Bombur, ele não era descendente de Durin. Bofur gostava de torta e queijo na refeição da tarde, e, como seu primo Bifur, tocava clarinete e usava um capuz amarelo. 

## Bombur
Bombur foi um dos doze companheiros de Thorin e de Bilbo na Jornada para Erebor, em O Hobbit. Primo de Bifur e irmão de Bofur, não era descendente de Durin.
"Pobre, gordo" Bombur é frequentemente mostrado como tendo sido o último em tudo, tolo e que comete erros: ele caiu com Bifur, Bofur e Thorin em quando entram no Bolsão, ele entrou na casa de Beorn ainda mais cedo do que pretendia e ele também caiu no Rio Encantado. Não confiando nos caminhos da montanha, nem nas cordas para segurar seu peso, ele escolheu ficar e proteger o acampamento da companhia, enquanto os outros subiram a Erebor. No entanto, ele foi forçado a usar as cordas para fugir da fúria do dragão Smaug. Bombur dormiu em vários momentos-chave do livro. Quando ele caiu no rio Encantado, ele ficou fascinado e dormiu por dias, fazendo com que seus companheiros já desesperados carrecassem-no. Durante o cerco de Erebor, Bilbo usado a sonolência de Bombur a seu favor, prometeu tomar à meia-noite a vigilia de Bombur e deixá-lo dormir. Bem como ele estava dormindo quando seu barril foi aberto em Esgaroth e quando Bilbo descobriu a entrada secreta para Erebor. Seu peso era problemático durante a busca.
Muitos anos depois, em O Senhor dos Anéis, Frodo Bolseiro investigou sobre Bombur  e descobriu que ele tinha engordado tanto que precisaram seis jovens anões para levantá-lo de sua cama para o sofá.

## Borin
Borin foi um anão da linhagem de Durin, o segundo filho do rei Náin II. Ele foi antepassado de Balin e Gimli amigo dos elfos da Comitiva do Anel.

## Durin, o Imortal
Era o mais velho e líder dos Sete Pais dos Anões e o primeiro a despertar no Monte Gundabad logo após o despertar dos Elfos, criado no início pelo valar Aulë. Era chamado o Imortal pois viveu muito mais do que todos os anões e já tinha cabelos brancos ao encontrar os outros pais, e era reverenciado por todos como o mais velho e mais nobre de sua raça. A tradição entre os Anões era que Durin fora posto para dormir sozinho sob o Monte Gundabad e lá tornou-se um local sagrado. Quando despertou depois dos elfos (veja no Silmarillion) ele foi para os lugares onde os outros seis pais dos Anões despertaram e eles que o reverenciavam,e seguiram até que chegarão no Lago Espelho, aos pés das Montanhas da Névoa. Lá fundou Khazad-dûm,mais tarde Moria. Lá os 7 pais anões: A Casa de Durin, Casa de Thelór, Casa de  Drúin, Casa de Bárvor, Casa de Barin, Casa de Múar, Casa de Azaghâl viveram em harmonia por um longo tempo até a morte de Durin, as sete casas então se separaram e voltaram para seus antigos dominios, mas os Anões da Casa de Durin ficaram em  Khazad-dûm, os Anões da Casa de Azaghâl e os Anões da Casa de Bárvor partiram e chegaram nas Montanhas Azuis onde fundaram as cidades anãs: Belegost e Nogrod. Diz-se pelos anões que a reencarnação de Durin chegaria e voltaria e ele disseram que em Glóin pai de Gimli filho de Gróin se tornou essa encarnação.

## Dwalin
Dwalin é um personagem fictício da obra O Hobbit do escritor, historiador e filosofo britânico J. R. R. Tolkien. Dwalin, pertencente a raça dos Anões e a divisão do povo de Durin, foi um dos doze companheiros de Thorin Escudo-de-Carvalho e de Bilbo Bolseiro na aventura por Erebor cujo objectivo era destruir Smaug, o Dourado e assim reaver o tesouro que este havia acumulado no seu covil. Esta história é relatada em O Hobbit. Filho de Fundin e irmão mais novo de Balin, Dwalin é um dos Anões menos mencionados em O Hobbit, apesar de ser o primeiro a bater na porta de Bilbo. Morreu no ano 91 da Quarta Era, com 340 anos, idade bastante avançada mesmo para um Anão. Deixando um único filho, Tholin, Braço de Pedra.
Seu nome foi retirado de Dvalin, um anão da Edda em verso e da mitologia nórdica.

## Óin
Óin foi um dos doze companheiros de Thorin Escudo de Carvalho e Bilbo na aventura para recuperar o tesouro do dragão Smaug. A morte de Óin é revelada quando Gandalf lê um livro escrito por Ori, "O Vigia Na Água levou Oin".

## Ori
Ori é um anão da família dos Durin, foi um dos doze companheiros de Thorin Escudo-de-Carvalho e Bilbo Bolseiro na aventura para resgatar o tesouro do dragão Smaug. É descrito no livro "A Sociedade do Anel" que ele escrevia bem e rápido, e frequentemente usava letras élficas.

## Thorin Escudo de Carvalho
Herdeiro do trono dos anões da montanha,liderou um grupo dos mesmos para retoma-lá morreu após a guerra dos cinco exércitos mas como vitorioso.

## Durin II
Pouco se sabe sobre seu reinado, embora tenham indicações que os Anões de Moria tinham acordos com Humanos dos Vales do Anduin, que em troca de armas lhes arranjavam mulheres.

## Durin III
Governou na Segunda Era e foi o primeiro a levar um dos Sete Anéis do Poder dados aos Anões, embora isso não fosse de conhecimento de todos até o fim da Terceira Era. O próprio Celebrimbor lhe entregou o anel, e não Sauron, que estava envolvido em sua manufatura. Suas forças estavam aliadas

## Gróin, filho de Thorin
Gróin, o filho de Thorin I, sucedeu seu pai como o rei do povo de Durin. Ele expandiu as minas do Ered Mithrin, e mais abandonado Erebor.

## Glóin, filho de Gróin
Glóin, filho de Gróin, foi um dos doze companheiros de Thorin II Escudo de Carvalho e Bilbo Baggins na busca de Erebor. Ele era descendente de Durin o Imortal e irmão de Óin. Entre os companheiros de Thorin, eles foram designados para iniciar as fogueiras, embora eles discutissem sobre a tarefa. Glóin e seu filho Gimli foram a Valfenda a tempo para o Conselho de Elrond, atuando como uma embaixada de Dáin II para trazer notícias de Erebor, Moria, e que eles sabiam dos planos de Sauron.
Glóin também é uma unidade de herói jogável no jogo The Lord of the Rings: The Battle for Middle-earth II. Por boa causa, ele se junta com o Glorfindel após o cerco goblin de Valfenda (que foi inventado para o jogo). É notável que, enquanto o jogo tenta ser fiel ao estilo visual de trilogia do filme, Glóin apresentado no jogo tem cabelo castanho-avermelhado e uma barba e uma cabeça careca, enquanto o cabelo da versão do filme era branco como a neve, devido à idade avançada.

### Mîm
Mîm é um personagem que consta dos vários rascunhos que deram origem à série de livros The History of Middle-earth. Sua primeira aparição em livros impressos foi em O Silmarillion, livro editado por Christopher Tolkien com a ajuda de Guy Gavriel Kay.

### Telchar
Telchar é um anão de Nogrod nas Ered-Luin, as Montanhas Azuis. Foi um dos melhores ferreiros da Terra Média.

### Thorin III Elmo-de-Ferro
Thorin III Elmo-de-Ferro era filho de Dáin II Pé de Ferro do povo de Durin, que na época dele era senhor dos anões de Erebor de dos Montes de Ferro em Wilderland. Tornou-se rei sob a montanha quando seu pai foi morto durante a Guerra do Anel em 3019 T. A.. Thorin III ajudou a reconstruir Erebor e prosperou. Seu reinado teve como bom aliado o Reinado Unificado de Arnor e Gondor do Rei Elessar.
Durante seu reinado, Gimli, filho de Glóin, conduziu um grandioso número de anões para o sul, em Aglarond, onde um novo reino foi constituído. Também, durante seu reinado ele voltou lenta, porém permanentemente com a construções de Moria, que ainda não era definitivamente dos anões.Thorin II era descendente de Durin VII.

### Thráin II
Thráin II era o pai de Thorin, Escudo de Carvalho e o filho de Thrór. Após a morte de seu pai, ele foi andando, e foi capturado pelo Necromante em Dol Guldur no momento em que o último dos Sete Anéis de Poder foi tirado dele.